# Paravonones simplicipes
Paravonones simplicipes is een hooiwagen uit de familie Cosmetidae.